# Quatuor de l'ORTF
Le Quatuor de l'ORTF est un quatuor à cordes français fondé en 1941 sous le nom de Quatuor Pascal, dissous en 1973.

## Historique
Le Quatuor est fondé par l'altiste Léon Pascal à Marseille en 1941 sous le nom de Quatuor Pascal,. Léon Pascal était précédemment membre du Quatuor Calvet depuis l'origine.
L'ensemble se produit aux États-Unis dès 1949, en Europe et au Japon, et enregistre entre 1948 et 1957 de nombreux disques pour Concert Hall (Guilde internationale du disque).
La formation s'appelle par la suite Quatuor Pascal de la RTF puis Quatuor de l'ORTF. Sous ces noms, il exerce une intense activité au sein de la radio française, enregistrant notamment plus de 138 quatuors à cordes.
Au retrait du premier violon Jacques Dumont, le Quatuor de l'ORTF est dissous en 1973,.

## Membres
Les membres de l'ensemble étaient :
- premier violon : Jacques Dumont (1941-1973) ;
- second violon : Maurice Crut (1941-1957), Louis Perlemuter (1957-1967), Jacques Dejean (1967-1973) ;
- alto : Léon Pascal (1941-1969), Serge Collot (1970), Marc Carles (1970-1973) ;
- violoncelle : Robert Salles (1941-1967), Jean-Claude Ribeira (1967-1973).

## Créations
Le Quatuor de l'ORTF est le créateur de plusieurs œuvres,  Pierre Capdevielle, Georges Dandelot, Pierre Hasquenoph, Serge Lancen, Henri Martelli (Quatuor no 2, 1946), Jacques Murgier, Jean Rivier, Henri Sauguet et Alexandre Tansman (Quatuor no 8, également dédicataire, 1957), notamment.

## Discographie
Sous l'étiquette Quatuor Pascal comme Quatuor de l'ORTF, leur discographie est immense et constitue « la plus étendue jamais gravée par un quatuor français ».
Elle comprend notamment une intégrale des quatuors à cordes de Ludwig van Beethoven enregistrée en 1951-1952 (Grand prix du disque en 1954), les trois quatuors avec piano et les deux quintettes à cordes de Beethoven, une intégrale (à l'exception du K. 80) des quatuors à cordes de Mozart, tous ses quintettes à cordes en compagnie de Walter Gerhard, celui avec clarinette avec Peter Simenauer et le quatuor avec hautbois avec Heinz Holliger.
Le quatuor a également gravé les quatuors de Ravel, Debussy, Franck et Roussel, le Concert de Chausson avec Yehudi Menuhin et Louis Kentner en 1954, le Quintette op. 115 de Fauré, le Septuor de Saint-Saëns, le Nonette de Robert Casadesus, des pages de Brahms (Quintette avec clarinette, avec Ulysse Delécluse), Mendelssohn (quintettes à cordes), Schubert (dont La Truite avec Vlado Perlemuter), Schumann, Sibelius (Voces Intimae) et Tchaïkovski (Quatuor no 3).
En réédition en CD, quelques disques sont aujourd'hui disponibles chez les labels Doremi et Forgotten Records.